# Acroporium
Acroporium är ett släkte av bladmossor. Acroporium ingår i familjen Sematophyllaceae.

## Dottertaxa tillAcroporium, i alfabetisk ordning[1]
- Acroporium aciphyllum
- Acroporium adspersum
- Acroporium affine
- Acroporium angustum
- Acroporium antarense
- Acroporium baviense
- Acroporium brevicuspidatum
- Acroporium brevisetulum
- Acroporium caespitosum
- Acroporium cataractarum
- Acroporium catharinense
- Acroporium ceylonense
- Acroporium condensatum
- Acroporium consanguineum
- Acroporium convolutifolium
- Acroporium convolutum
- Acroporium denticulatum
- Acroporium depressum
- Acroporium dicranoides
- Acroporium diminutum
- Acroporium dixonii
- Acroporium downii
- Acroporium eburense
- Acroporium erythropodium
- Acroporium esmeraldicum
- Acroporium estrellae
- Acroporium exiguum
- Acroporium flexisetum
- Acroporium fuscoflavum
- Acroporium gracilescens
- Acroporium gracillimum
- Acroporium hermaphroditum
- Acroporium joannis-winkleri
- Acroporium laevifolium
- Acroporium lamprophyllum
- Acroporium letestui
- Acroporium longicaule
- Acroporium longicuspis
- Acroporium longirostre
- Acroporium macro-turgidum
- Acroporium megasporum
- Acroporium microcladum
- Acroporium microthecium
- Acroporium nietnerianum
- Acroporium novae-guineae
- Acroporium perserratum
- Acroporium platycladum
- Acroporium plicatum
- Acroporium pocsii
- Acroporium praelongum
- Acroporium prionophylax
- Acroporium procerum
- Acroporium procumbens
- Acroporium pungens
- Acroporium ramicola
- Acroporium ramuligerum
- Acroporium rhaphidostegioides
- Acroporium ridleyi
- Acroporium rigens
- Acroporium rufum
- Acroporium savesianum
- Acroporium secundum
- Acroporium seriatum
- Acroporium serricalyx
- Acroporium smallii
- Acroporium stellatum
- Acroporium stramineum
- Acroporium strepsiphyllum
- Acroporium subluxurians
- Acroporium warburgii
- Acroporium vincensianum